# Tafaia clarki
Tafaia clarki är en skalbaggsart som beskrevs av Allard 1995. Tafaia clarki ingår i släktet Tafaia och familjen Cetoniidae. Inga underarter finns listade i Catalogue of Life.